# 방석집
방석집(방석 위에 앉아서 대접을 받는 집이란 뜻)은 성매매 업소의 일종이다. 모태는 기생집 또는 요정이라 불리던 유흥업이며 한국 사회에 자리 잡은 것은 짧게는 일제강점기 시대부터, 길게 보자면 문명 이래 계속된 한국사와 그 궤를 함께 한다.

## 방식
기생집과 유사한데 방석에 앉아 술을 시켜 마시며 가격은 술 '상'기준으로 보통 맥주 박스로 지불을 한다. 기생집이 고가였다면 방석집은 저렴하나 저급으로 분류된다. 보통 남자 여러 명이서 미리 가격을 흥정하고 가게에 들어가는 것이 관행화되어 있다. 술과 음식을 먹으면서 여성 종업원으로부터 성적 서비스를 받기도 하지만 일반적으로 성행위가 이루어지지는 않는다. 그러나 술자리가 끝난 뒤에 성매매가 별도로 이루어지는 경우도 있다.